# Ilwaco
Ilwaco är en ort i Pacific County i delstaten Washington. Vid 2010 års folkräkning hade Ilwaco 936 invånare.